# Хеллхаммер
Ян Аксель Фон Бломберг (норв. Jan Axel Von Blomberg, более известный как Hellhammer, род. 2 августа 1969, Трюсиль, Хедмарк, Норвегия) — норвежский музыкант, барабанщик, игравший во многих метал-группах, самые известные из которых — Mayhem, Dimmu Borgir и Arcturus. Хеллхаммер дважды становился обладателем норвежской музыкальной премии «Spellemannprisen» (аналог Грэмми) за лучшие альбомы в стиле хард-рок (оба раза с группой The Kovenant).

## Биография

### Детство
В детстве основными интересами Бломберга были футбол и борьба. Сначала его не интересовала игра на барабанах, но по мере того, как музыка становилась все более привлекательной для него, у него появился интерес к барабанам. Его бабушка и дедушка купили ему первые три ударные установки; первой была джазовая установка из четырех частей. С ними он начал учиться играть на барабанах, играя под альбомы, которые он слушал. Ему нравились хэви-металлические группы, такие как Iron Maiden и Slayer, а также Depeche Mode и Duran Duran. Затем он узнал о Venom и Celtic Frost и, в конечном итоге, о джазе из-за влияния бывшего учителя игры на барабанах.

### Начало музыкальной карьеры; переход в Mayhem
До прихода в Mayhem Ян Аксель Фон Бломберг играл в различных местных группах, в том числе в прогрессив-метал-группе Tritonus, где он познакомился с Карлом Августом Тидеманном, человеком, который стал гитаристом Arcturus и Winds (где позднее будет играть Хеллхаммер).
В 1987 году из Mayhem ушёл ударник Кьетил Манхейм и группа искала ему замену. Друзья Хеллхаммера представили его музыкантам из Mayhem. Этими музыкантами были Евронимус и Дэд. Ян встретил их, и отдал им кассету с записью игры. На следующий же день они позвонили ему, чтобы сказать, что он принят. Тогда же Хеллхаммер придумал себе сценический псевдоним в честь одноимённой группы, пионеров блэк-метала. Тогда же он вместе с приятелем Стейнаром Свердом Йонсеном создал группу Arcturus. До того, как стать профессиональным музыкантом, Хеллхаммер работал охранником в психиатрической клинике.
Вместе с «классическим» составом Mayhem Хеллхаммер записал две песни («Carnage» и «The Freezing Moon») для сборника и концертный альбом Live in Leipzig (записан в 1990 году, издан в 1993 году). После этого вокалист Дэд покончил с собой, бас-гитарист Некробутчер ушёл из группы, и на место басиста пришёл Варг Викернес. Используя наработки Дэда в 1993 году Mayhem в составе: Евронимус, Хеллхаммер, Варг, Аттила (сессионный вокалист) и Снорре Рух (друг группы), записывают дебютный полноформатный альбом — De Mysteriis Dom Sathanas, позднее ставший классикой блэк-метала. 
Однако 10 августа 1993 года Варг Викернес и Снорре отправились в квартиру Евронимуса в Осло, где Викернес, по одной из версий, зарезал Евронимуса до смерти, заранее это запланировав. По другой версии он самооборонялся. Он был арестован и приговорен к 21 году тюремного заключения, а Снорре был приговорен к 8 годам за соучастие.
После этого Хеллхаммер фактически остался единственным участником группы. После того, как Викернес убил Евронимуса, родители последнего потребовали, чтобы Ян перезаписал партии баса. Однако он не умел играть на басу и не стал ничего менять, а только убрал имя Викернеса из числа музыкантов, перечисленных в буклете альбома.
Хеллхаммер позднее говорил, что есть что-то символичное в том, что убийца и жертва оказались на одном альбоме.
Позднее, на похоронах Евронимуса Хеллхаммер и Некробутчер договорились воскресить Mayhem. Вокалистом они взяли Мэниака, с которым Некробутчер продолжал поддерживать контакт. В конце 1994 года роль гитариста была предложена девятнадцатилетнему Руне Эриксену (Бласфемер), практически неизвестному даже внутри сцены. Их первой совместной записью стал мини-альбом Wolf's Lair Abyss (1997) и в том же году Mayhem начали давать концерты в новом составе.
По сей день Хеллхаммер продолжает играть в Mayhem.

### Участие в других проектах
После выпуска De Mysteriis Dom Sathanas Хеллхаммер сосредоточился на работе в Arcturus. Альбом Arcturus La Masquerade Infernale (1997) считается классическим альбомом авангардного метала.
В 1998 году Хеллхаммер присоединился к мелодик-блэк-метал-группе Covenant (позднее группа сменила название на The Kovenant, а стиль — на Индастриал-метал). Альбомы Nexus Polaris (1998) и Animatronic (1999) получили норвежскую музыкальную премию «Spellemannprisen» как лучшие хард-рок-альбомы года.
В 2000-х годах Хеллхаммер одновременно с The Kovenant, Mayhem и Arcturus записывался и играл на концертах ещё в одной знаменитой норвежской блэк-металлической группе Dimmu Borgir, шведской группе Shining и норвежском прогрессив-рок проекте Winds. С группой Shining записал альбом The Eerie Cold, ставший классикой суицидального метала. После записи альбома группа была временно распущена, и Хеллхаммеру пришлось уйти.
В 2005-м группой Antestor был записан альбом The Forsaken, и, поскольку, в команду так и не пришёл новый ударник, помощи пришлось искать у Хеллхаммера. На тот момент Фон Бломберг уже успел помочь Antestor, приняв участие в записи Det Tapte Liv EP.
Летом 2007 года Хеллхаммер начал замечать, что у него после выступлений начало неметь плечо. Приступив к лечению, он был вынужден пропустить летний тур Dimmu Borgir, на время которого его заменил ударник Nile Тони Лорено.

## Ударная установка и оборудование

### БарабаныSonorSQ²
- White marine pearl finnish
- Black nickel hardware
- Blue strata inside
- Thin maple shells
- 20 x 20 kicks
- 8 x 10 tom
- 10 x 11 tom
- 12 x 13 tom
- 13 x 14 tom
- 13 x 4.25 heavy beech snare
- 14 x 18 floor tom

### ТарелкиPaiste
- 13 RUDE SE hihat
- 14 RUDE SE hihat
- 8 RUDE splash PROTOTYPE
- 10 RUDE splash
- 14 RUDE Blast china
- 16 RUDE crash/ride
- 17 RUDE crash/ride
- 18 RUDE crash/ride
- 20 RUDE ride/crash
- 22 RUDE power ride PROTOTYPE
- 20 RUDE power ride
- 20 SIGNATURE heavy bell ride

### Амуниция
- Pearl hardware
- Sonor 600 series tom holders
- Axis A shortboard pedals
- REMO Smooth White Emperor heads
- 2Box DrumIt Five
- Pearl BR 2000 throne

### Аксессуары
- Vic Firth drumsticks

## Дискография

### Как участник

#### Mortem/Arcturus
- Slow Death (Demo) — (1989)
- Slow Death EP — (1990)
- Promo 90 (Demo) — (1990)
- My Angel LP- (1991)
- Constellation MCD/MLP — (1994)
- Aspera Hiems Symfonia — (1996)
- Constellation — (1997)
- La Masquerade Infernale — (1997)
- Disguised Masters — (1999)
- Aspera Hiems Symfonia/Constellation/My Angel re-release — (2001)
- The Sham Mirrors — (2002)
- Sideshow Symphonies — (2005)
- Shipwrecked in Oslo — (2006)
- Arcturian — (2015)

#### Mayhem
- Live in Leipzig — (1993)
- De Mysteriis Dom Sathanas — (1994)
- Out from the Dark — (1996)
- Wolf's Lair Abyss — (1997)
- Ancient Skin / Necrolust — (1997)
- Mediolanum Capta Est — (1999)
- Necrolust / Total Warfare (Split with Zyklon-B) — (1999)
- Grand Declaration of War — (2000)
- Live in Marseille 2000 — (2001)
- European Legions — (2001)
- U.S. Legions — (2001)
- The Studio Experience (Box Set) — (2002)
- Freezing Moon/Jihad (Split with Meads of Asphodel) — (2002)
- Legions of War — (2003)
- Chimera — (2004)
- Ordo Ad Chao — (2007)
- Esoteric Warfare — (2014)
- Daemon — (2019)

#### Covenant/The Kovenant
- Nexus Polaris — (1998)
- Animatronic — (1999)
- SETI — (2003)

#### Troll
- The Last Predators — (2000)
- Universal — (2001)

#### Winds
- Of Entity and Mind — (2001)
- Reflections of the I — (2001)
- The Imaginary Direction of Time — (2004)
- Prominence and Demise — (2007)

#### Mezzerschmitt
- Weltherrschaft — (2002)

#### Shining
- Angst, Självdestruktivitetens Emissarie — (2002)
- Dolorian/Shining — (2004)
- Through Years of Oppression — (2004)
- The Darkroom Sessions — (2004)
- The Eerie Cold — (2005)

#### Age of Silence
- Acceleration — (2004)
- Complications - Trilogy of Intricacy — (2005)
- TBA — (2015 ?)

#### Dimmu Borgir
- Stormblåst MMV — (2005)
- In Sorte Diaboli — (2007)

#### Carnivora
- Judas — (2004)

#### Umoral
- 7" Umoral EP — (2007)

#### Nidingr
- Wolf-Father — (2010)

### Как сессионный музыкант

#### Tritonus
- Live drummer

#### Emperor
- Live drummer — (1992)
- Moon over Kara-Shehr — on the compilation Nordic Metal: A Tribute to Euronymous — (1995)

#### Immortal
- Live drummer, Sons of Northern Darkness Tour Part II — (1995)
- Grim and Frostbitten Kingdoms music video — on the Masters of Nebulah Frost video cassette — (1995)

#### Jørn
- Worldchanger — (2001)
- The Gathering (Best of) — (2007)

#### Thorns
- Thorns — (2001)

#### Vidsyn
- On Frostbitten Path Beneath demo — (2004)
- On Frostbitten Path Beneath — (2004)

#### Antestor
- Det Tapte Liv — (2004)
- The Forsaken — (2005)

#### Endezzma
- Alone (EP) — (2007)

#### Suchthaus
- The Dark Side and the Bright Side — (2011)[3]

#### Andy Winter
- Incomprehensible — (2013)

#### Dynasty of Darkness
- Empire of Pain — (2014)

#### Circle of Chaos
- Crossing The Line — (2014)

### Как гость

#### Ulver
- Synen — on the compilation Souvenirs from Hell — (1997)

#### Fleurety
- Department of Apocalyptic Affairs (track 1) — (2000)
- Ingentes Atque Decorii Vexilliferi Apokalypsis (EP) (track 1) — (2009)

#### Eyes of Noctum
- Inceptum (tracks 2, 3, 4, 8, 10, 11) — (2009)

#### Lord Impaler
- Admire the Cosmos Black (all tracks) — (2011)